# Germany’s Next Topmodel/Staffel 7
Die siebte Staffel der deutschen Castingshow Germany’s Next Topmodel wurde zwischen dem 23. Februar und dem 10. Juni 2012 auf dem Privatsender ProSieben ausgestrahlt. Als Siegerin wurde Luisa Hartema gekürt, Zweite wurde Sarah-Anessa Hitzschke vor Dominique Miller und der viertplatzierten Kasia Lenhardt.

## Übersicht
Die Castings für die siebte Staffel fanden im Juli und August 2011 in 21 Städten in 13 Bundesländern statt. Gegenüber dem Vorjahr kamen als Castingstädte Baden-Baden, Bochum, Kiel und Leipzig dazu. In Gelsenkirchen, Halle (und damit im gesamten Bundesland Sachsen-Anhalt), Hof und Karlsruhe fielen die Castings weg. Aufgrund der angeblich hohen Nachfrage wurden zwei weitere offene Castings angesetzt, die am 7. Oktober 2011 in Dortmund und zwei Tage später in München stattfanden. Insgesamt bewarben sich 15.711 Interessierte. Am 12. Dezember 2011 begannen in München die Dreharbeiten, für die 50 Teilnehmerinnen ausgewählt wurden. Als 51. Teilnehmerin kam eine Kandidatin hinzu, die es bereits in der sechsten Staffel unter die Top 25 schaffte, aber aufgrund einer schweren Erkrankung die Show verlassen musste. Heidi Klum sicherte ihr daraufhin einen Platz in der siebten Staffel zu. Die Staffel wurde unter dem Motto Gold für Deutschland vorgestellt und promotet, Titelsong war Turn Me On von David Guetta feat. Nicki Minaj. Die Jury um Heidi Klum bildeten wie in der letzten Staffel Thomas Hayo und Thomas Rath. Jorge Gonzalez war erneut Catwalk-Trainer. Die erste Folge wurde am 23. Februar 2012 ausgestrahlt. Die 51 Kandidatinnen liefen zunächst vor der Jury, 30 von ihnen wurden für eine Modenschau in München mit einer Kollektion des Designers Guido Maria Kretschmer ausgewählt, danach das Kandidatinnenfeld auf 25 reduziert. Auf Wunsch von Klum wurden aus dieser Folge, die vor der Trennung von Ehemann Seal gedreht wurde, Szenen mit ihm, darunter ein Gesangsauftritt, herausgeschnitten.
Die zweite Episode wurde in Thailand gedreht, drei Kandidatinnen schieden nach einem abschließenden Catwalk aus. Drehkulisse der dritten Episode und Endstation für vier Teilnehmerinnen war die Berlin Fashion Week. 18 Bewerberinnen flogen zu Beginn der vierten Folge nach Los Angeles. Vorgestellt als Neuerungen wurden eine Jurysprechstunde und eine „Wall of Fame“ in der Kandidatinnenvilla, an der ein Foto der jeweils wochenbesten Kandidatin aufgehängt wurde. In der letzten Folge vor dem Finale gab Heidi Klum bekannt, erstmals vier anstatt drei Teilnehmerinnen mit ins Livefinale zu nehmen. Das Finale fand am 7. Juni erneut in der Kölner Lanxess Arena statt. Als Liveacts traten Gossip, Ivy Quainoo, Maroon 5 und Justin Bieber auf. Siegerin wurde Luisa Hartema. Hartema war wie die vorangegangenen Gewinnerinnen auf dem Cover des Magazins Cosmopolitan zu sehen. Außerdem erhielt sie einen zeitlich begrenzten Appartementaufenthalt in einer Modemetropole ihrer Wahl sowie weitere Kampagnen mit Emmi AG Caffè Latte, dem Kosmetikhersteller Maybelline Jade und dem Online-Versandhändler Zalando.
Sara Kulka erhielt 2012 eine Nebenrolle in dem Polizeiruf 110: Laufsteg in den Tod. Sie nahm an den RTL-Reality-Shows Wild Girls – Auf High Heels durch Afrika (2013) und Ich bin ein Star – Holt mich hier raus! (2015) teil.

## Teilnehmerinnen
| Finalistinnen der 7. Staffel *                            | Finalistinnen der 7. Staffel * | Finalistinnen der 7. Staffel * | Finalistinnen der 7. Staffel *    | Finalistinnen der 7. Staffel *                  |
| Teilnehmerin                                              | Platz                          | Alter                          | Wohnort                           | Beruf                                           |
| --------------------------------------------------------- | ------------------------------ | ------------------------------ | --------------------------------- | ----------------------------------------------- |
| Luisa Hartema                                             | 1                              | 17                             | Moormerland-Jheringsfehn          | Schülerin                                       |
| Sarah-Anessa Hitzschke**                                  | 2                              | 18                             | Wennigsen                         | Schülerin                                       |
| Dominique Miller                                          | 3                              | 21                             | Mannheim                          | Freiwilliges Soziales Jahr in Kindertagesstätte |
| Katarzyna „Kasia“ Lenhardt                                | 4                              | 16                             | Berlin                            | Schülerin                                       |
| Endrundenteilnehmerinnen der 7. Staffel *                 |                                |                                |                                   |                                                 |
| Teilnehmerin                                              | Platz                          | Alter                          | Wohnort                           | Beruf                                           |
| Sara Kulka                                                | 5                              | 21                             | Leipzig                           | Promoterin                                      |
| Evelyn Keck***                                            | 6                              | 18                             | Schönau an der Brend-Burgwallbach | Auszubildende (Chemielaborantin)                |
| Diana Owtschinnikow***                                    | 7                              | 17                             | Hagen                             | Schülerin                                       |
| Lisa Volz                                                 | 8                              | 20                             | Bous                              | Studentin (Musikmanagement)                     |
| Inga Bobkow                                               | 9                              | 17                             | Berlin                            | Schülerin                                       |
| Laura Scharnagl                                           | 10                             | 17                             | Konnersreuth                      | Schülerin                                       |
| Shawny Mittag                                             | 11                             | 17                             | Berlin                            | Schülerin                                       |
| Melek Civantürk****                                       | 12                             | 20                             | Stuttgart                         | Modeverkäuferin                                 |
| Annabelle Rieß                                            | 13                             | 23                             | Berlin                            | Studentin (Land- und Gartenbauwissenschaften)   |
| Jasmin Abraha                                             | 14                             | 17                             | Baden-Baden                       | Schülerin                                       |
| Maxi Böttcher                                             | 15                             | 17                             | Roßtal                            | Auszubildende (Hotelfachfrau)                   |
| Natalia Kowalczykowska                                    | 16                             | 20                             | Kitzingen                         | Studentin (Betriebswirtschaftslehre)            |
| Michelle Luise Lafleur                                    | 16                             | 17                             | Weichering-Lichtenau              | Schülerin                                       |
| Anelia Moor                                               | 18                             | 19                             | Rosenheim                         | Schülerin                                       |
| Valerie-Charlotte Kirchner von Schröder                   | 19                             | 19                             | Hamburg                           | Abiturientin                                    |
| Franziska Poehling                                        | 19                             | 18                             | Oldenburg                         | Abiturientin und Praktikantin                   |
| Sabine Snobl                                              | 19                             | 19                             | München                           | Abiturientin                                    |
| Isabell Janku                                             | 19                             | 16                             |                                   | Schülerin                                       |
| * Stand der Angaben zu den Teilnehmerinnen: Staffelbeginn |                                |                                |                                   |                                                 |
| ** Vorzeitig ins Finale gewählt                           |                                |                                |                                   |                                                 |
| *** Freiwillig ausgestiegen                               |                                |                                |                                   |                                                 |
| **** Wildcard                                             |                                |                                |                                   |                                                 |

## Einschaltquoten
| Folgen | Zeitraum                    | Sendeplatz            | Zuschauer        | Zuschauer     | Marktanteil      | Marktanteil   | Quelle |
| Folgen | Zeitraum                    | Sendeplatz            | Durchschnittlich | 14 – 49 Jahre | Durchschnittlich | 14 – 49 Jahre | Quelle |
| ------ | --------------------------- | --------------------- | ---------------- | ------------- | ---------------- | ------------- | ------ |
| 17     | 23. Februar – 10. Juni 2012 | Donnerstag, 20:15 Uhr | 2,68 Mio.        | 1,89 Mio.     | 9,0 %            | 15,9 %        | [ 14 ] |